# شيأون هونما
شيأون هونما (باليابانية: 本間 至恩) (9 أغسطس 2000 في نييغاتا في اليابان – )؛ هو لاعب كرة قدم كان يلعب كلاعب وسط.

## وصلات خارجية
- شيأون هونما على موقع الاتحاد الأوربي (الإنجليزية)
- شيأون هونما على موقع رابطة كرة القدم اليابانية للمحترفين (اليابانية)
- شيأون هونما على موقع قاعدة بيانات كرة القدم.إي يو (الإنجليزية)
- شيأون هونما على موقع Soccerway.com (الإنجليزية)
- شيأون هونما على موقع عالم كرة القدم.نت (الإنجليزية)